# بهلندورف
بهلندورف (به آلمانی: Behlendorf) یک شهر در آلمان است که در هرتسوگتوم لاونبورگ واقع شده‌است. بهلندورف ۳۹۴ نفر جمعیت دارد.